# Estação Ferroviária de Vizela
A Estação Ferroviária de Vizela é uma interface da Linha de Guimarães, que serve a localidade de Vizela, no Distrito de Braga, em Portugal. Entrou ao serviço em 31 de Dezembro de 1883.

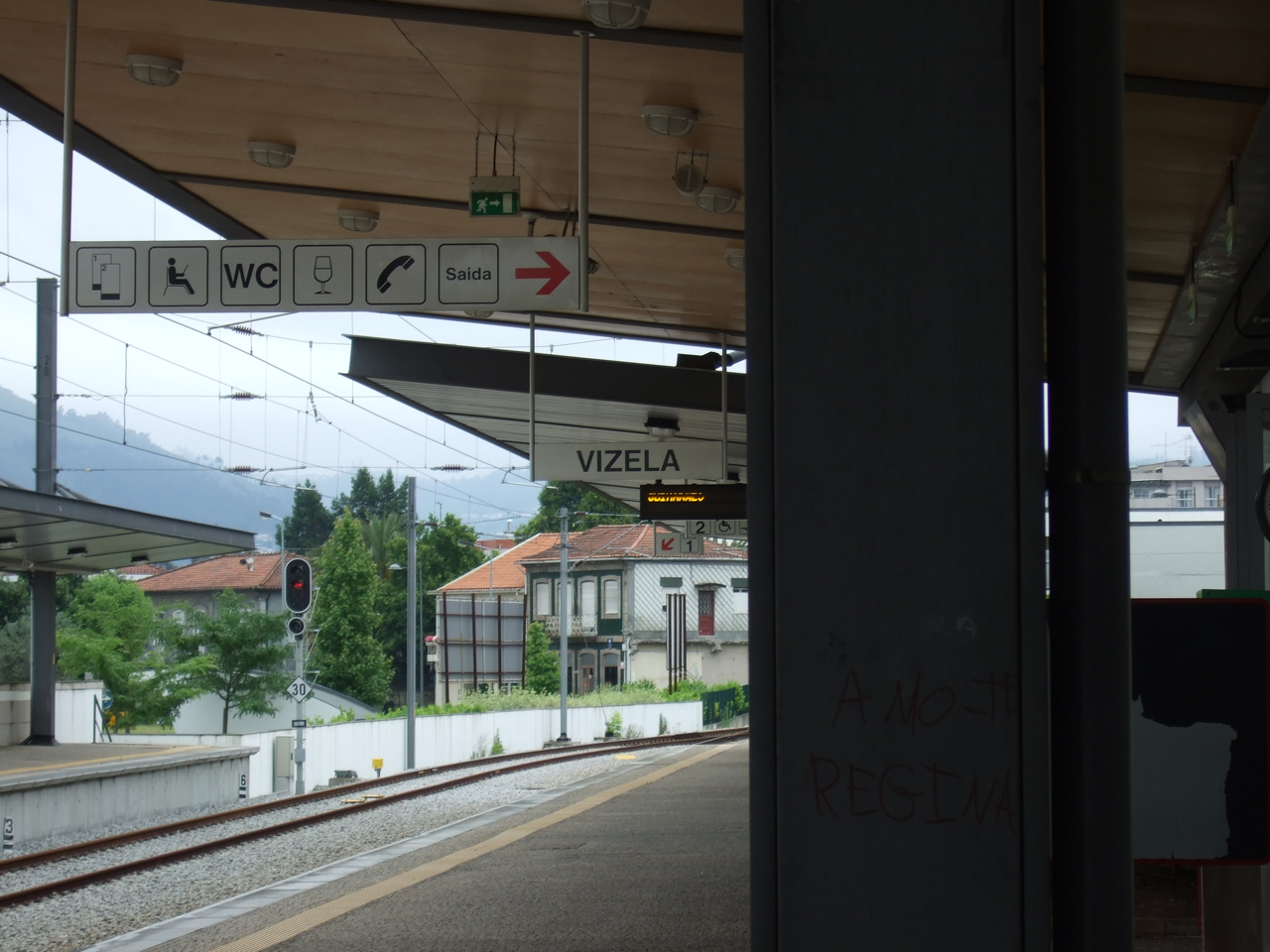
Estação de Vizela, em 2008

## Descrição

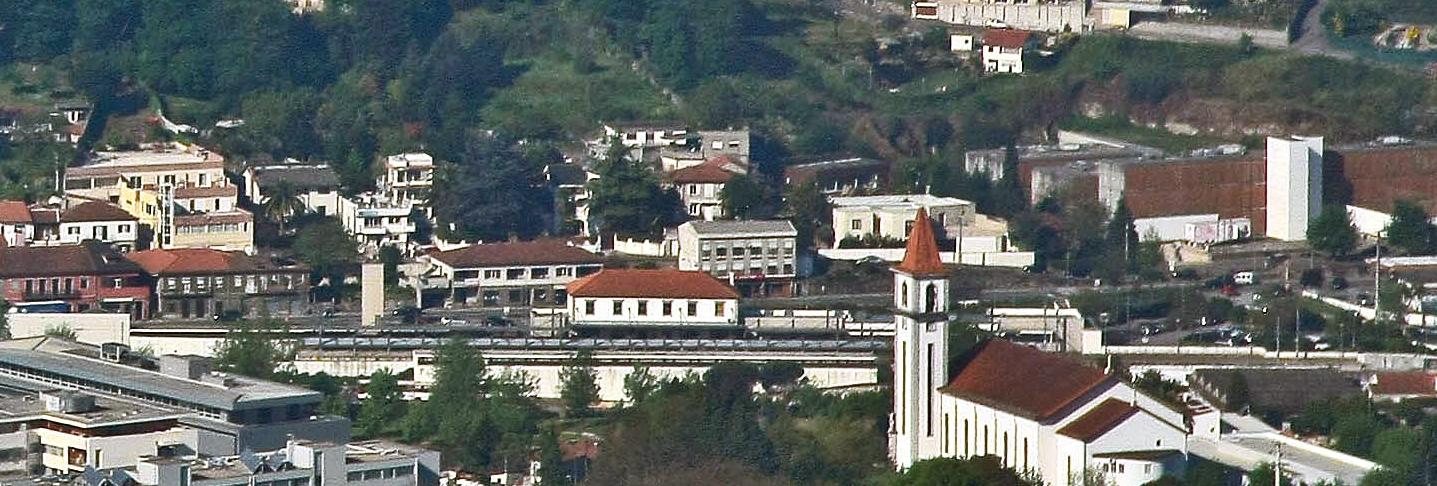
Estação de Vizela, vista a partir do miradouro do Santuário de São Bento

Situa-se junto ao Largo 5 de Agosto, na localidade de Vizela.
Em Janeiro de 2011, possuía duas vias de circulação, ambas com 156 m de comprimento, e duas plataformas, ambas com 90 cm de altura e 150 m de extensão. O edifício de passageiros situa-se do lado sudoeste da via (lado esquerdo do sentido ascendente, a Fafe).

## História

### Inauguração
O primeiro lanço da Linha de Guimarães, entre a Trofa e Vizela, foi aberto à exploração pela Companhia do Caminho de Ferro de Guimarães no dia 31 de Dezembro de 1883. O troço seguinte, até Guimarães, entrou ao serviço em 14 de Abril do ano seguinte.

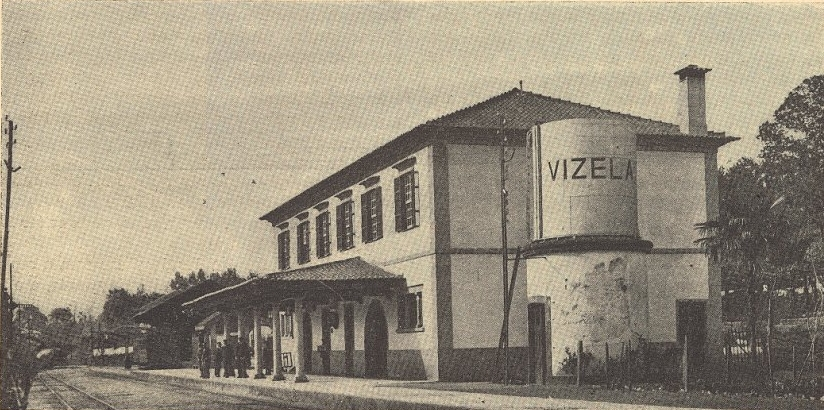
Novo edifício da estação de Vizela

### Século XX
Na primeira metade do Século XX, foi construído um novo edifício de passageiros, no estilo tradicional português.
Esta estação recebeu uma menção honrosa no XI Concurso das Estações Floridas, organizado pela Companhia dos Caminhos de Ferro Portugueses e pela Repartição de Turismo do Secretariado Nacional de Informação em 1952, sendo nessa altura o chefe de estação Manuel Freitas.
No XIII Concurso das Estações Floridas, organizado em 1954, a estação de Vizela foi premiada com uma menção honrosa especial.

### Ligações previstas a outras linhas
Já desde a sua abertura que a Companhia de Guimarães possuía vários terrenos em redor da estação, de forma a expandi-la, caso fosse necessário. Por este motivo, nos inícios do Século XX, pensou-se fazer a partir daqui, em vez de Guimarães, a continuação da Linha até Fafe, e posteriormente para Chaves uma vez que uma companhia rival pretendia ligar esta cidade a Famalicão, ameaçando desta forma desviar o futuro tráfego proveniente de Trás-os-Montes.

Um parecer de 20 de Fevereiro de 1920 da Junta Consultiva de Caminhos de Ferro propôs que todas as linhas ferroviárias com bitola de um metro no Minho fossem unidas umas às outras, e reunidas numa só empresa concessionária. uma das ligações propostas uniria Lixa, no Caminho de Ferro de Penafiel à Lixa e Entre-os-Rios, a Vizela, de forma a unir ambas as vias férreas.